# サヘル・ローズのイチオシNIPPON
『サヘル・ローズのイチオシNIPPON』（サヘル・ローズのイチオシニッポン）は、BS12 トゥエルビで2015年1月8日にスタートしたドキュメンタリー番組。

## 概要
イラン生まれの日本育ちタレントのサヘル・ローズがご当地在住の外国人と一緒に地方の「宝」を発掘する番組。さらに、在住外国人が初めての名産品を体験する企画もある。番組の基本フォーマットは、以前フジテレビの深夜に放送していた『NIPPON@WORLD』のVTRコーナーの構成などを踏襲している（制作会社とナレーターが同じ）。

## 出演者
ナビゲーター
- サヘル・ローズ

ナレーター
- 田中良典

## 放送時間
放送開始 - 2015年10月1日
- 木曜日 20:00 - 21:00

2015年10月8日 - 2016年9月29日
- 木曜日 21:00 - 21:55

2016年10月3日 - 現在
- 月曜日 19:00 - 19:55